# ISC2
El Consorcio internacional de Certificación de Seguridad de Sistemas de Información o (ISC)2 (del inglés International Information Systems Security Certification Consortium), es una organización sin ánimo de lucro con sede en Palm Harbor, Florida que educa y certifica a los profesionales de la seguridad de la información. (ISC)2 fue fundada en 1989, ha certificado a cerca de 60.000 profesionales de 135 países, y cuenta con oficinas en Londres, Hong Kong y Tokio. La certificación más extendida ofrecida por la organización es la de Profesional certificado en sistemas de seguridad de la información (CISSP).

## Antecedentes
Regida por un elegido miembro de la junta de directores, (ISC)2 es administrado por un personal profesional. La junta se compone de información profesionales de seguridad que representa una variedad de países y organizaciones. Miembros de la junta determinar las políticas, desarrollar procedimientos y proporcionar estratégicos dirección para la organización. Juntas consultivas regionales compuesto de adicionales líderes de seguridad de información también proporcionan un abogado a la organización.
(ISC)2 misión declarado es “hacer el mundo cibernético un lugar de seguridad a través de la elevación de la información de seguridad a la dominio público y a través del apoyo y desarrollo de la seguridad de información profesionales alrededor del mundo”.

## Historia
A principios de la década de 1980, las organizaciones que utilizaban redes informáticas empezaron a comprender que múltiples equipos conectados en diversos lugares eran mucho más vulnerables que un mainframe único. Por ello surgió la necesidad de dotar a estos sistemas de medidas de seguridad de la información, y de formar profesionales cualificados para planificar e implementar los procedimientos y políticas de seguridad. En aquel entonces no existía una titulación específica, ni escuelas que ofrecieran estudios apropiados.
La necesidad de una certificación profesional para mantener y validar un corpus de conocimiento común, unos valores y una ética para los individuos en la industria se convirtió en una creciente preocupación. Varias sociedades de profesionales de la tecnología informática reconocieron que se necesitaba un programa de certificación que validara la calidad del personal de la seguridad informática.
En 1989, estas asociaciones formaron (ISC)2 para desarrollar un estándar aceptable para la industria para la práctica de la seguridad de la información y una certificación que validara el entendimiento de estas buenas prácticas entre los practicantes de la seguridad. A cambio de la respuesta a sus demandas de certificaciones individuales, se otorgó a las organizaciones una membresía a un Consejo Asesor encargado de administrar la creación de un proceso de certificación de seguridad de información global.

## Publicaciones
- Guía global de recursos para los profesionales de la seguridad de la información de hoy[5] proporcionando información sobre los últimos recursos educativos y los eventos en todo el mundo.[6]
- Info Security Professional, una revista trimestral digital, centrándose en desarrollo profesional y cuestiones de carrera en el campo de seguridad de información.

## Certificaciones
(ISC)2ofrece una colección de información profesional así como las concentraciones que cubren disciplinas específicas dentro de la información campo de la seguridad. (ISC)2 certificaciones abarcan una amplia gama de conocimiento.
Todos las certificaciones se basan en el (ISC)2 CBK, un compendio de temas de seguridad de información. El CBK es cuerpo crítico de los conocimientos que define las normas de Mundial de la industria, sirviendo como un marco común de los términos y principios que permite a los profesionales en todo el mundo para discutir, debate y resolver asuntos relacionados con el campo. Expertos de materia retenidos por (ISC)2 continuamente revisar y actualizar el CBK.
Aunque los requisitos varían de certificación a certificación, tales como el mínimo el número de años de experiencia de trabajo pertinente y áreas de conocimiento de domino, todos candidatos solicitan (ISC)2 certificaciones deben pasar un riguroso examen, ser aprobado por un miembro actual de (ISC)2, adherirse al Código de Ética de (ISC)2 y obtener anual continua unidades de educación profesional(CPE) para mantener la certificación. 
Las certificaciones (ISC)2 incluyen:
- Profesional Certificado en Seguridad de Sistemas de Información (CISSP)
- Profesional en Arquitectura de Seguridad de Sistemas de Información (ISSAP)
- Profesional en Gestión de Seguridad de Sistemas de Información (ISSMP)
- Profesional en Ingeniería de Seguridad de Sistemas de Información (ISSEP)
- Certificación y Acreditación Profesional (CAP)
- Profesional Certificado en Seguridad de Sistemas (SSCP)
- Profesional Certificado en Seguridad del Ciclo de Vida de Software (CSSLP)
- Profesional Certificado en seguridad en la nube (CCSP)
- Profesional HealthCare de Seguridad de la Información y Privacidad (HCISPP)

## Educación
(ISC)2 Ofrece seminarios de revisión de CBK oficial de todo el mundo diseñado para proporcionar posibles candidatos con información en todos los dominios cubiertos por el CISSP, CSSLP, SSCP, CAP y CISSP exámenes de concentración.
Todos los (ISC)2 credenciales de núcleo han sido acreditados por la Organización Internacional para Representante de Estados Unidos estandarización (ISO), el nacional estadounidense as normas del instituto (ANSI) bajo ANSI ISO/IEC 17024 estándar, un punto de referencia nacional y mundial para la certificación personal.

## Recursos de la Industria
De conformidad con su misión de promover la profesión de seguridad de información,(ISC)2 ofrece los siguientes recursos industria gratis:
- Descodificar el información de seguridad profesión,[9] una página de 40 folletos y carrera guía la escuela secundaria y los estudiantes universitarios que incluye información sobre lo que es la profesión y como se beneficia de sociedad, que oportunidades de carrera están disponibles, lisado de las universidades con currículo de seguridad de información y asesoramiento de expertos en el campo de lo que es necesario para tener éxito;
- Centro de recursos humanos,[10] que contengan materiales tales como la de "guía de contratación para la profesión de información de seguridad" para asistir profesionales de recursos humanos en mejor comprender la dinámica única de la profesión de seguridad de información;
- (ISC)2 programa Becas de Seguridad de Información,[11] que ofrece un total de hasta 100,000 dólares a los destinatarios que merecen;
- Intercambios Cibernéticos,[12] una en línea centro de recursos conciencia de seguridad puso en marcha en apoyo Mes de la Seguridad Cibernética de Conciencia en octubre, según el cual conciencia de seguridad proporcionado por el miembro materiales se cargan en un repositorio para descarga pública gratuita;
- Proteger y Segura en línea, un programa de (ISC)2 en asociación con Niños International de Netas[13] para enseñar seguridad cibernética a los niños de 11-14 años. Ya operan en el Reino Unido y Hong Kong, un programa piloto de E.U. está actualmente en marcha.[14]